# Dr. Bessels Verwandlung
Dr. Bessels Verwandlung ist ein deutsches Stummfilmdrama aus dem Jahr 1927 von Richard Oswald nach einer Illustriertenromanvorlage von Ludwig Wolff.

## Handlung
Alexander Bessel ist ein junger Mann, der sich mit seiner Ehe in einer Sackgasse wähnt. Seine Gattin betrügt ihn, und so kommt dem daraufhin Lebensmüden der Ausbruch des Ersten Weltkriegs gerade recht, hofft er doch als Freiwilliger auf dem „Felde der Ehre“ ruhmvoll zu fallen. Seine Definition vom Stolz eines „richtigen“ Mannes macht es ihm unmöglich, seiner Frau ihren Fehltritt zu verzeihen. Der Verlauf des Krieges und ein großer Zufall aber eröffnen ihm die Möglichkeit, ein völlig neues Leben zu beginnen. Direkt vor ihm stirbt ein junger, französischer Soldat. Dr. Bessel packt die Gelegenheit beim Schopfe, nimmt dessen Identität an und wird nach einer Verwundung nach Hause geschickt, und das heißt jetzt: Paris!
Doch Paris, die Stadt der Liebe, ist in den Jahren von 1914 bis 1918 ein hochgradig gefährliches Pflaster für jemanden, den man zu dieser Zeit einen „Erbfeind“ nennt. Dr. Bessel lernt die Verlobte des toten Franzosen, dessen Identität er angenommen hat, kennen und verliebt sich prompt in sie. Doch diese Beziehung ist unter den gegebenen Umständen zum Scheitern verurteilt, zumal die Mutter des Gefallenen den Identitätsdieb sofort enttarnt. Bessel, der soeben die Freude am Leben wiedergefunden zu haben glaubt, muss jetzt, wo er der Todessehnsucht abgeschworen hat, als gefangen genommener deutscher Spion mit seiner Verurteilung zum Tode rechnen. Doch die französische Mutter hat ein Einsehen und überzeugt das Gericht, dass ein gefallener Sohn, ihr wahrer Sohn, mehr als genug sei. Dr. Bessel ist nun endgültig von seiner Todessehnsucht geheilt. Er kehrt heim nach Deutschland und versöhnt sich mit seinen Eltern ebenso wie mit seiner untreuen Frau. Schließlich findet auch der Krieg sein Ende.

## Produktionsnotizen
Dr. Bessels Verwandlung passierte am 22. November 1927 die Filmzensur und wurde am 8. Dezember 1927 uraufgeführt.
Die Filmbauten stammen von Franz Seemann und Bruno Lutz.
Der Film maß sieben Akte und war 3148 Meter lang.

## Künstlerische Einordnung
„Oswald erkundet erneut die männliche Befindlichkeit der Nachkriegsgeneration in einer ungewöhnlichen melodramatischen Konstruktion. Die bewegte Kamera ertastet die Räume und die Risse der Figur eines depressiven Helden, der zu sich selbst finden muss.“
Heinrich Fraenkels Unsterblicher Film wies auf die „völkerversöhnende Tendenz“ des Films hin.